# Open Vlaamse Liberalen en Democraten
Die Open Vlaamse Liberalen en Democraten (Open VLD; deutsch Offene flämische Liberale und Demokraten) ist eine belgische liberale Partei. Sie wurde 1992 gegründet, als sich die meisten belgischen Parteien gespalten haben, in je eine Partei für die Flamen und eine für die Wallonen. Prominentestes Parteimitglied ist der ehemalige belgische Ministerpräsident Guy Verhofstadt. Der ehemalige Vorsitzende Karel de Gucht war von 2009 bis 2014 EU-Kommissar.

## Geschichte
Die Partei wurde 1992 als Vlaamse Liberalen en Democraten (VLD; deutsch Flämische Liberale und Demokraten) aus der ehemaligen Partij voor Vrijheid en Vooruitgang (PVV; deutsch Partei für Freiheit und Fortschritt) und Politikern anderer Parteien gegründet. Das Open (offen) im Parteinamen hat sie von der andauernden Zusammenarbeit mit Vivant im Jahre 2007 übrig behalten. Die radikaldemokratische Vivant bleibt allerdings als „Bewegung und Partei“ bestehen.
Die Open VLD regierte von 1999 bis 2003 mit den französischsprachigen Liberalen vom Mouvement Réformateur und den Sozialisten und Grünen beider großer Sprachgruppen. Von 2003 bis 2008 führte sie eine sozialliberale Koalition an. Seit Mai 2008 befand sie sich in einer Koalition u. a. mit der CD&V, zuerst unter Yves Leterme, dann vom 30. Dezember 2008 bis zum 24. November 2009 unter Herman Van Rompuy und anschließend wieder unter Yves Leterme. Am 22. April 2010 erklärte die Open VLD ihren Austritt aus der Regierung Leterme, nachdem Verhandlungen über die Neuordnung des Wahlkreises Brüssel-Halle-Vilvoorde gescheitert waren. Diese Entscheidung führte zum Rücktritt der Regierung und zur Ausschreibung föderaler Parlamentswahlen im Juni 2010. Die Regierung Leterme mit ihren Open VLD-Ministern sollte jedoch kommissarisch noch weitere anderthalb Jahre im Amt bleiben, während die langwierigen Verhandlungen um eine neue Koalition scheiterten. Die Open VLD war an diesen Verhandlungen nicht von Anfang an, sondern erst in einer späteren Phase beteiligt. Seit Dezember 2011 wirkte sie in einer weiteren föderalen Regierung, der Regierung Di Rupo, mit. In der flämischen Region dagegen befand sich die Open VLD 2009 bis 2014 in der Opposition. Nach den Wahlen zum gesamtstaatlichen und zum flämischen Parlament 2014 beteiligte sich die Partei als Koalitionspartner sowohl an die Regierung Michel I, als auch an der flämischen Regierung Bourgeois als Koalitionspartner. Auch an den folgenden gesamtbelgischen Regierungen Michel II (2018–2019), Wilmès I (2019–2020), Wilmès II (2020) und De Croo (ab 2020) sowie der Regierung Jambon ab 2019 in Flandern war sie beteiligt.
Ab dem 1. Oktober 2020 bis zum 3. Februar 2025 war Alexander De Croo von der Open VLD Premierminister Belgiens an der Spitze der Regierung De Croo.